# Fidelen-Polka
Fidelen-Polka, op. 26, är en polka av Johann Strauss den yngre. Den framfördes första gången den 26 april 1846.

## Historia
Verket har sin upprinnelse i den konkurrenskamp som rådde mellan Johann Strauss den yngre och hans fader Johann Strauss den äldre. Pappa Strauss var van vid att alltid vara i centrum och gjorde allt för att sonen inte skulle få några anhängare. 
Johann Strauss den yngre fann sin trognaste publik bland Wiens ungdom, vars danssugna unga män och kvinnor samlades på stadens många nöjesställen, särskilt på Dommayers Casino i Hietzing. Strauss var väl medveten om vad deras stöd och entusiasm betydde för honom  och han visade sin tacksamhet genom en rad kompositioner. En av dessa var Fidelen-Polka, vars första klaverutdrag visar ett ungt par som dansar polka. Strauss och hans orkester spelade denna polka första gången den 26 april vid en festbal i danssalongen Sträussel-Säle, som låg i Theater in der Josefstadt.

## Om polkan
Speltiden är ca 2 minuter och 10 sekunder plus minus några sekunder beroende på dirigentens musikaliska tolkning.